# Siler siculum
Siler siculum är en flockblommig växtart som beskrevs av Albert Thellung. Siler siculum ingår i släktet Siler och familjen flockblommiga växter. Inga underarter finns listade i Catalogue of Life.